# Балканска федерација (часопис)
Балканска федерација (фр. La Fédération balkanique), је био орган народних мањина и потлачених народа Балкана. Часопис је излазио у Бечу, полумесечно 1924. и 1926. године. Излазио је на српскохрватском,  бугарском, румунском, албанском, грчком, турском, француском и немачком језику.
Пропагирао је идеју федерације слободних балканских народа. Окупљао је око себе широк круг сарадника, већином комуниста емиграната, објављивао дописе из појединих балканских земља и чланке неких опозиционих грађанских политичара. Мађу многим конспиративним и правим именима налазили су се: Б. Друловић, Павле Бастајић, Димитар Влахов, Хинко Хинковић, Б. Билбија, К. Бошњак (Ђуро Ђаковић), Г. Драгић, Н Владимиров и др. 
У Југославији је часопис био забрањен и растурао се илегално.